# Michael Marrak
Michael Marrak, né le 5 novembre 1965 à Weikersheim, est un auteur allemand de science-fiction, fantastique et horreur.

## Biographie
Michael Marrak est né en 1965 à Weikersheim, une petite ville située au nord du Bade-Wurtemberg en Allemagne. Après des études de commerce, il intègre une école d'arts appliqués et se spécialise dans le graphisme à Stuttgart, il travaille comme illustrateur jusqu'en 1997, époque où il décide d'entamer une carrière d'auteur et d'éditeur indépendant.
Michael Marrak écrit sa première histoire en 1980, à la suite d'un accident de bicyclette, et l'intitule Charterflug für die Hölle (Un charter pour l'enfer). Il publie sa première nouvelle, Die Augen von Aasac (Les yeux d'Aasac), en 1990 et illustre un grand nombre de magazines et d'anthologies en Allemagne et à l'étranger. 
De 1993 à 1996, Michael Marrak édite le magazine Zimmerit, un périodique de Fantasy et d'art. C'est dans ce cadre qu'il publie son premier recueil de nouvelles d'horreur et de SF sous le titre Grabwelt (Le monde des tombes). Lorsque le magazine Zimmerit est abandonné, en 1998, il publie différentes anthologies de nouvelles fantastiques.
Michael Marrak vit depuis 2001 à Hildesheim, dans les environs de Hanovre, en Basse-Saxe.

## Influences
Comme lecteur de science-fiction, deux romans ont durablement marqué Michael Marrak : Raumschiff Monitor : Geheimer Start (Vaisseau spatial Monitor : le lancement secret) de l'auteur allemand pour la jeunesse Rolf Ulrici et L'Anneau-Monde de Larry Niven.
Michael Marrak cite également parmi ses modèles des écrivains comme Iain M. Banks, China Miéville et Andreas Eschbach.

## Œuvres

### Romans
- (de) Die Stadt der Klage, roman, Édition Mono, Wien 1997 (La ville de la complainte)
- (fr) Lord Gamma, traduit de l'allemand par Claire Duval, Éditions L'Atalante, 2003.
- (de) Imagon, roman, Festa Verlag, Almersbach 2002 & Bastei Lübbe, Bergisch Gladbach 2004
- (de) Morphogenesis, roman, Bastei Lübbe, Bergisch Gladbach 2005 (Morphogénèse)
- (de) Das Aion 1 - Kinder der Sonne, roman, Ravensburger Buchverlag, 2008 (Les enfants du soleil)
- (de) Black Prophecy - Gambit, roman, Panini Books, 2011
- (de) Der Kanon mechanischer Seelen, roman, 2017

### Recueils de nouvelles
- (de) Monafyhr, dessins et nouvelles, Édition Zimmerit 1994
  - Nach den hundert Tagen von Shean [Après les cent jours de Shean']
  - Wanderaugen [Balades oculaires]
  - Die Mondtreppe [L'escalier de la lune]

- (de) Grabwelt, 15 nouvelles 1983-86, Édition Zimmerit 1996 [Le monde des tombes]
  - Janus
  - Alles hat seinen Namen ... [Tout a un nom...]
  - Das Salz der Tränen älterer Herren [Le sel des larmes des vieux messieurs]
  - Advena
  - O, ihr Kreaturen [Ô, vous, les créatures]
  - Die schlafenden Toten [Les morts qui dorment]
  - Wanderaugen [Balades oculaires]
  - Der Exeter [L'exeter]
  - Crawl
  - Un-Wesens Erbe [L'héritier du monstre]
  - Der Sinn [Le sens]
  - Auf Wiedersehen, David! [Au revoir, David]
  - The News
  - Nathaniel
  - Zwiegespräch [Dialogue]

- (de) Die Stille nach dem Ton, 5 nouvelles, Édition Avalon, Berlin 1998 [Le silence après la dernière note]
  - Astrosapiens
  - Bruder Oz [Frère Oz]
  - Die Stille nach dem Ton [Le silence après la dernière note]
  - Sadek
  - Der Eistempel [Le temple de glace]

- (de) Armageddon mon amour - Fünf Visionen vom Ende (avec Karsten Kruschel), Edition Maldoror, 2012 (Cinq visions de la fin)
  - Die Stille nach dem Ton (Marrak)
  - Schwarz:Netz:Schwarz (Kruschel)
  - Das Concaliom (Marrak)*
  - Fragetechniken für ein aufschlussreiches Gespräch mit der Froschprinzessin (Kruschel)
  - Quo vadis, Armageddon? (Marrak)

### Théâtre
- (de) Am Ende der Beißzeit, (avec Gerhard Junker), Édition Zimmerit 1997 [À la fin de l'ère carnassière]
- (de) Der Weg der Engel, (avec Agus Chuadar), Édition Mono, Wien 1998 [La voie des anges]

## Prix littéraires
- 1999 : prix allemand de science-fiction de la meilleure nouvelle pour Die Stille nach dem Universum
- 2000 : prix allemand de science-fiction de la meilleure nouvelle pour Wiedergänger
- 2001 : prix Kurd-Laßwitz du meilleur roman de science-fiction pour Lord Gamma
- 2003 : prix Kurd-Laßwitz du meilleur roman de science-fiction pour Imagon
- 2014 : prix Kurd-Laßwitz de la meilleure nouvelle de science-fiction pour Coen Sloterdykes Diametral Levitierendes Chronoversum
- 2017 : prix Kurd-Laßwitz du meilleur roman de science-fiction pour Der Kanon mechanischer Seelen